# Laughing Gas (1914)
Laughing Gas ist ein Slapstick-Stummfilm von Charles Chaplin aus dem Jahr 1914. Der Film wurde von der Keystone Film Company unter der Leitung von Mack Sennett produziert. Am 9. Juli 1914 feiert der Film im Vertrieb von Mutual Film seine Kinopremiere.

## Handlung
Charlie arbeitet als Assistent für den Zahnarzt Dr. Pain, als er bei seiner Arbeit einem Patienten auf die geschwollene Backe haut, beginnt für ihn ein Problem nach dem anderen. Zunächst setzt Dr. Pain bei ihm zu viel Lachgas ein, aus diesem Grund soll sein Assistent solange auf den Patienten aufpassen, während der Arzt nach einem Mittel gegen das Gas sucht. Als der Patient wieder lachend zu sich kommt wird er von Charlie mit einer Holzhammernarkose ins Land der Träume geschickt. Als der Arzt wieder zurückkommt, soll er eine Amalgamfüllung vorbereiten und wird mit einem Tritt ins Wartezimmer befördert. Dort schlägt Charlie jeden Patienten auf die Backe und flirtet mit einer Patientin.
Bei der Apotheke Sunset Pharmacy verärgert er den Apotheker und die Ehefrau seines Chefs. Diese wird durch ihn in der Öffentlichkeit bloßgestellt. Um sich zu verteidigen, wirft Charlie mit Ziegelsteinen nach seinem Gegner und trifft sein Gebiss und das eines weiteren Passanten. In der Zwischenzeit wird Charlies Chef über den Unfall seiner Gattin informiert und rast so schnell er kann zu ihr.
Charlie übernimmt solange den Posten seines Chefs widmet sich ganz der hübschen Patientin, hierbei versucht er ihr näherzukommen. Währenddessen trudeln die Geschädigten seiner Ziegelsteinwürfe ein. Als Charlie den nächsten Patienten zu sich holt, zieht er diesem ohne Narkose den falschen Zahn. Während er dies macht, kommt der Apotheker zu ihm ins Behandlungszimmer und wird in eine intensive Prügelei verwickelt, der sich auch der Zahnarzt und seine Frau nicht entziehen können.

## Hintergrundinformationen
Der Film wurde in Amerika unter mindestens drei weiteren Titeln wie Laffing Gas, The Dentist und Tuning His Ivories veröffentlicht. Der ursprüngliche Titel für den Film ist Laughing Gas und deshalb auch die gängigste Titelvariante.